# Lyster
Lyster es un municipio canadiense situado en la provincia de Quebec.

## Superficie
Lyster tiene una superficie de 167,55 km².

## Demografía
En 2021, tenía 1587 habitantes, una densidad poblacional de 9,5 hab./km², y 776 viviendas.